# Cratere Pychik
Pychik  è un cratere sulla superficie di Venere.